# Рубненко, Дмитрий Александрович
Дмитрий Александрович Рубненко (род. 30 июля 1983, Минск) — белорусский футболист, крайний полузащитник и нападающий, тренер.

## Биография
Воспитанник футбольной школы «Трудовые резервы» (Минск), первый тренер — Александр Александрович Гладкий. Взрослую карьеру начал в клубе «Звезда-ВА-БГУ» (Минск), где провёл три года и в 2001 году стал серебряным призёром первой лиги Беларуси. В 2002 году со своим клубом дебютировал в высшей лиге, был игроком основного состава команды.
В 2003 году перешёл в БАТЭ, дебютный матч за команду сыграл 18 апреля 2003 года против «Белшины». В составе клуба из Борисова стал двукратным серебряным призёром чемпионата страны (2003, 2004), финалистом Кубка Беларуси (2005, в финале остался запасным). Играл на ранних стадиях кубковой кампании 2005/06, в которой БАТЭ стал победителем. Участвовал в матчах Лиги чемпионов и Лиги Европы. Покинул команду после провального сезона 2005 года, когда БАТЭ занял пятое место.
С 2006 года играл за витебский «Локомотив», вскоре переименованный в ФК «Витебск». После нескольких травм выпал из состава команды и летом 2008 года перешёл в могилёвский «Савит», где получил очередную травму — разрыв крестообразных связок, после которой был вынужден закончить с футболом.
Всего в высшей лиге Беларуси сыграл 123 матча и забил 15 голов.
Выступал за сборные Беларуси младших возрастов.
После окончания карьеры работал администратором тренажёрного зала, затем детским тренером в ФОЦ Первомайского района г. Минска. В 2014 году входил в тренерский штаб «Торпедо» (Минск). С 2015 года — старший тренер сборных команд Минской области. По состоянию на 2019 год — старший тренер сборной Беларуси по пляжному футболу, ассистент испанского тренера Николаса Альварадо.

## Достижения
- Серебряный призёр чемпионата Беларуси: 2003, 2004
- Финалист Кубка Беларуси: 2004/05
- Серебряный призёр первой лиги Беларуси: 2001